# Second line

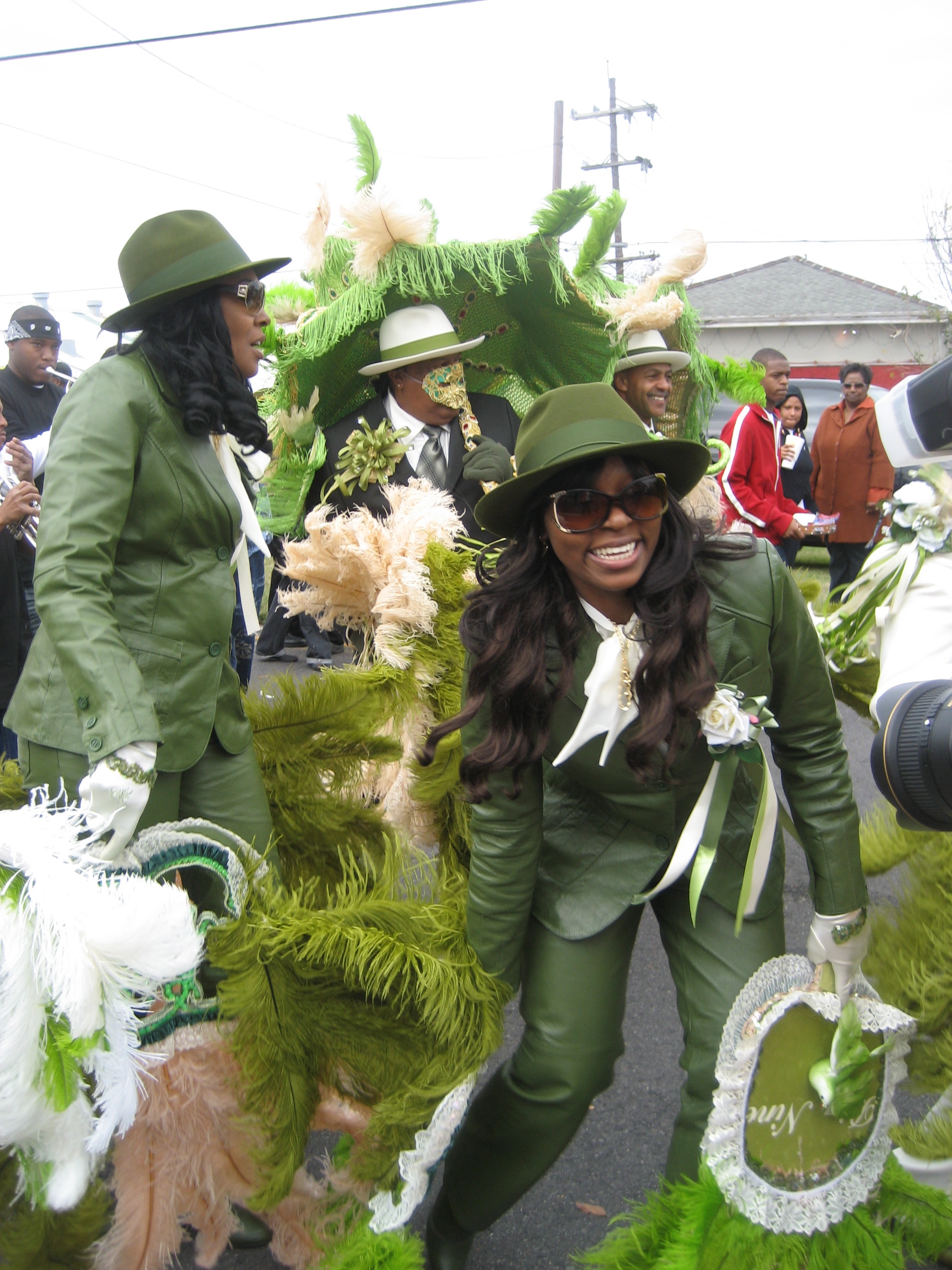
I membri dei club di aiuto sociale e piacere sponsorizzano parate di second line dove si presentano nei loro abiti eleganti.

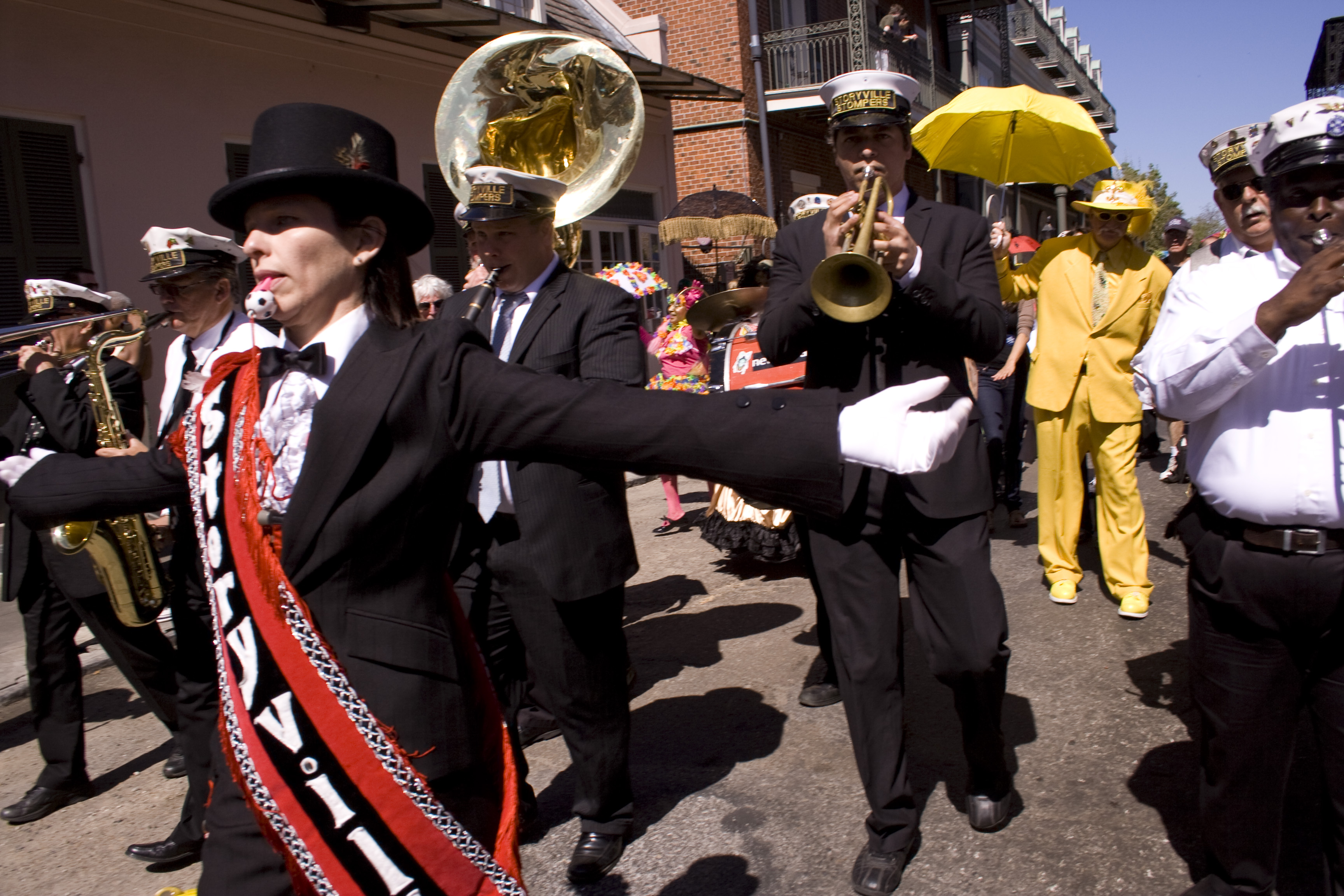
La cantante jazz locale Jane Harvey Brown apre la strada come Gran Maresciallo di una banda di ottoni in una second line nel quartiere francese di New Orleans

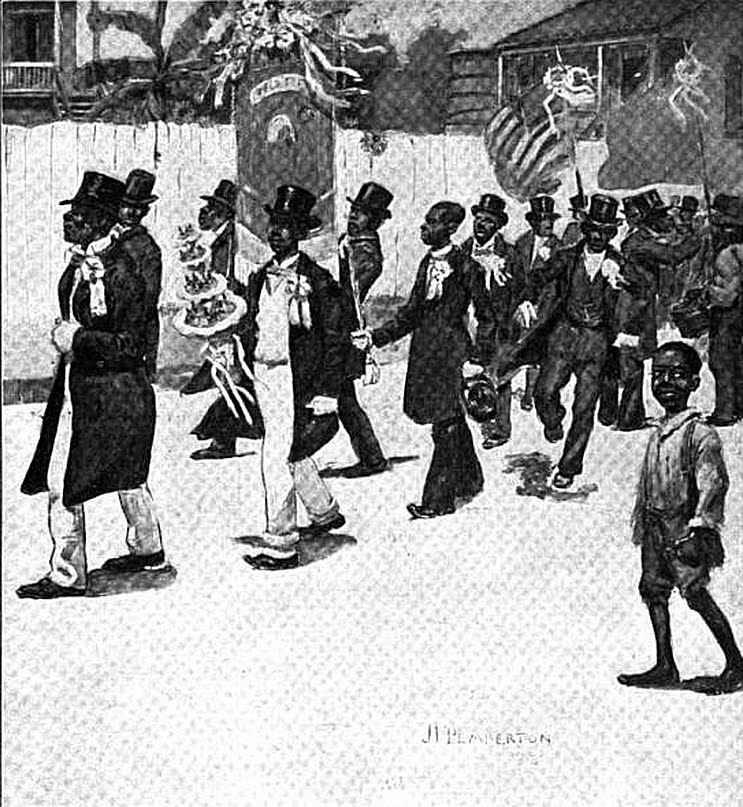
"I figli della speranza e la parata annuale dei giovani veterani", New Orleans, 1902 c.ca

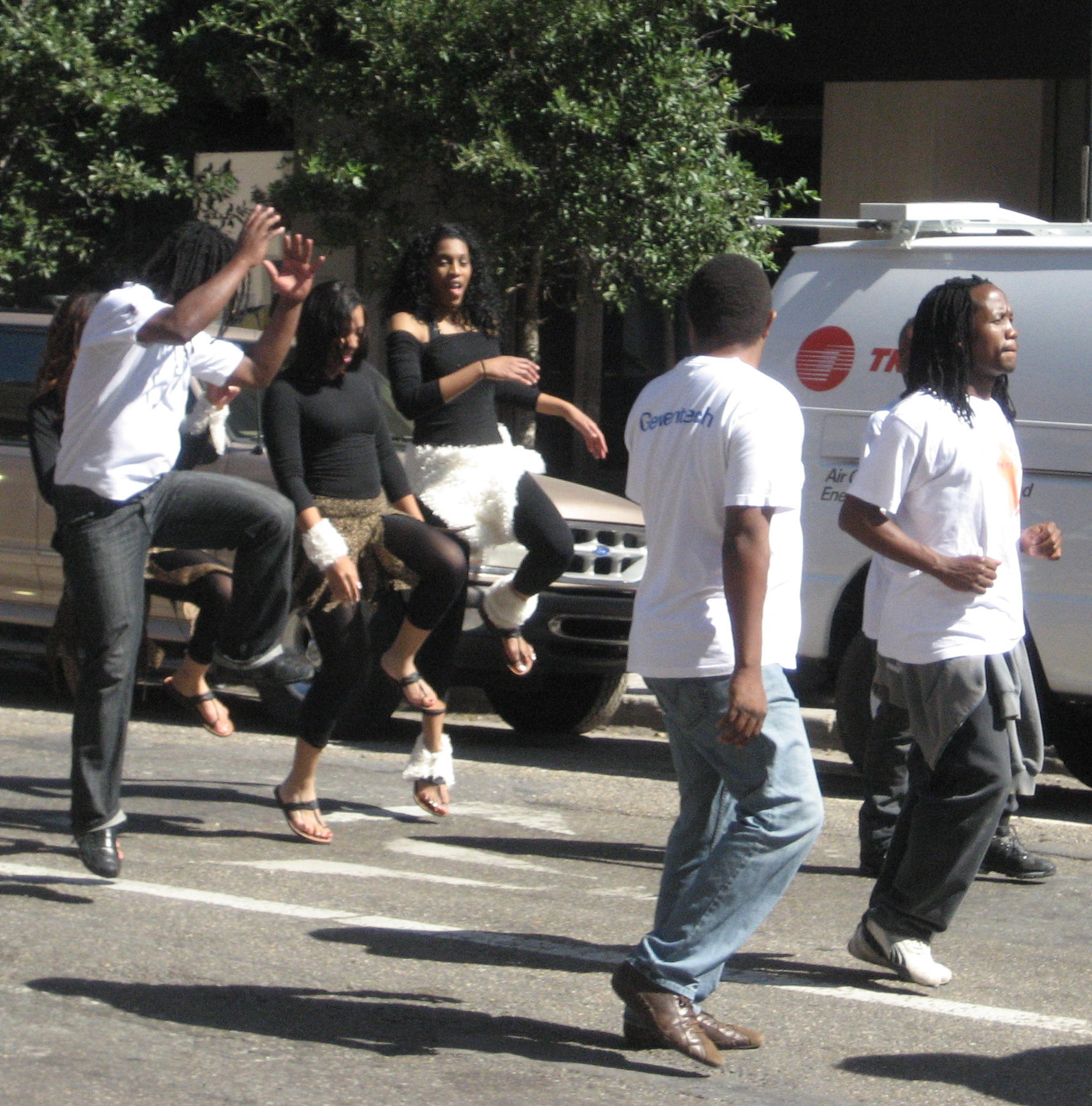
La danza esuberante per le strade e i marciapiedi fa parte dell'esperienza della second line

La second line (seconda linea), è una tradizione nelle parate organizzate dai Social Aid and Pleasure Clubs (SAPC) con parate di bande di ottoni a New Orleans, Louisiana, Stati Uniti. La main line (linea principale) o first line (prima linea) è la sezione principale della parata, ovvero i membri del SAPC che hanno il permesso di sfilare così come la banda di ottoni. La second line è composta da persone che seguono la band per godersi la musica, ballare e impegnarsi nella comunità. Lo stile di danza tradizionale della second line, in cui i partecipanti ballano e camminano insieme ai SAPC in uno stile libero con ombrelloni e fazzoletti, è chiamato secondo allineamento. È una delle culture ritentive dei neri americani più fondamentali negli Stati Uniti. È stata chiamata "la quintessenza della forma d'arte di New Orleans: un funerale jazz senza corpo". Un'altra differenza significativa rispetto ai funerali jazz è che nelle parate di seconda linea mancano gli inni lenti e i canti funebri suonati ai funerali, anche se alcune organizzazioni possono far suonare alla banda una selezione solenne verso l'inizio della parata in memoria dei membri che sono morti dopo la loro ultima parata.

## Origini
La second line trae le sue origini dalle tradizionali danze in cerchio o in anello dell'Africa occidentale. La tradizione della second line fu portata a New Orleans dagli africani ridotti in schiavitù, dove divenne un rituale per gli afroamericani, soprattutto in varie processioni, compresi i funerali jazz. Alcuni studiosi ritengono che l'anello dell'Africa occidentale presentasse bambini che suonavano il tamburo con adulti che ballavano, il che a sua volta costringeva l'anello a raddrizzarsi in una linea. Altri notano la somiglianza dei passi, esagerati, stilisticamente impettiti, con le danze eseguite in Congo Square dagli schiavi a cui era concesso il giorno libero la domenica. Queste danze furono ufficialmente bandite per un certo periodo perché ritenute minacciose per gli abitanti bianchi della città, e la loro rinascita nella cultura della second line suggerisce una simile celebrazione della libertà individuale.
Le tradizioni africane e afroamericane continuarono per tutto il periodo del "Code Noir" e di Jim Crow a New Orleans. Gli afroamericani formarono società di beneficenza e "Social, Aid & Pleasure Clubs" (Club sociali, di aiuto e di piacere), perché le compagnie di assicurazione bianche spesso si rifiutavano di coprire le persone libere di colore e/o coloro che precedentemente erano ridotti in schiavitù. I SAPC assistevano i membri nelle malattie e sostenevano le famiglie per i costi di sepoltura dei membri deceduti. Questo era un trasferimento dalle tradizioni africane che credevano nella celebrazione dello spirito del membro che lascia il corpo per tornare agli antenati e a Dio. Ciò portò a quello che divenne noto come un "funerale jazz", con i membri del SAPC che marciavano in un canto funebre con una banda di ottoni prima che il corpo del defunto venisse "liberato" e iniziasse una parata celebrativa. Lo stesso club esercitava il proprio aspetto sociale con una colorata parata pubblica annuale di second line attraverso la propria comunità di origine.

## Batteria della seconda linea
Una second line di rullanti segue comunemente la banda di ottoni, suonando il ritmo della marcia con figure poliritmiche improvvisate che possono ispirare ballerini di seconda linea o, se la band sta improvvisando, la band stessa. Gli stili di batteria di second line divennero una caratteristica dei primi batteristi jazz e del Rhythm and Blues di New Orleans degli anni '50. La Rebirth Brass Band e la Dirty Dozen Brass Band presentano stili di batteria tradizionali di second line. Batteristi come Billy Higgins e Idris Muhammadad adattarono le figure di batteria della second line al jazz moderno.

## Seconda linea moderna
Le parate di second line fanno parte del patrimonio culturale di New Orleans.
Le parate di second line più conosciute localmente sono organizzate da club e organizzazioni di beneficenza. Alcune hanno una lunga storia; la più antica organizzazione di questo tipo che tiene ancora sfilate regolari è la Young Men Olympian Junior Benevolent Association, fondata nel 1884. Durante la "stagione delle second line", che dura gran parte dell'anno con pause per le vacanze, incluso il Mardi Gras, e la parte più calda dell'estate, ci sono sfilate di second line quasi tutte le domeniche. Le sfilate più lunghe spesso si fermano, di solito nei bar, dove sono stati organizzati rinfreschi per i membri e quelli che seguono la sfilata per divertimento possono acquistare qualcosa. Ci sono spesso venditori che vendono bevande analcoliche, birra e cibo da strada, inclusi barbecue e yaka mein.
Ulteriori seconde linee, grandi o piccole, possono essere tenute per qualsiasi evento che la gente pensa meriti l'assunzione di una banda da parata per un tale stile di celebrazione, compresi i matrimoni e l'apertura di attività commerciali.
I quartieri storici prevalentemente afroamericani di Tremé e Central City sono fortemente associati alle tradizioni, anche se le second line possono spesso essere viste nel Settimo Rione, Uptown, Marigny, Ninth Ward, Centro città, e almeno occasionalmente nella maggior parte dei quartieri più antichi della città. Il New Orleans Jazz & Heritage Festival tiene second line al Fair Grounds ogni giorno del festival per offrire ai visitatori un assaggio di questa tradizione di New Orleans.
Una parata di second line è stata rappresentata nel film del 1973 di James Bond Live and Let Die. Nel 2010, la scena di apertura nell'episodio pilota, così come il finale della prima stagione della serie HBO Tremé, ha caratterizzato una parata di second line e i giornalisti hanno sostenuto la cultura della second line. La cultura di  second line ha mantenuto un programma dedicato e organizzato per tutta la storia dei SAPC a New Orleans con i club che godono di sfilate annuali nelle loro date selezionate con quegli eventi che contribuiscono all'economia locale. I club non hanno mai perso le loro tradizioni e costumi africani e hanno immediatamente ripristinato le loro parate programmate non appena New Orleans ha riaperto ai suoi cittadini dopo la devastazione dell'Uragano Katrina. I Black Men of Labor tennero la prima parata di second line nell'ottobre 2005. I nuovi residenti di New Orleans abbracciarono la tradizione della second line e i percorsi della parata furono pubblicizzati online invitando gli estranei a partecipare.
Le parate di Second Line si svolgono dalla fine del 1800 e con innumerevoli eventi SAPC e funerali jazz, l'enorme numero di eventi con migliaia di persone da allora è stato vivace, divertente e memorabile, senza incidenti. La violenza ha rovinato alcune parate negli ultimi anni, tra cui la sparatoria del 12 maggio 2013 per la Festa della mamma, dove 19 persone sono state ferite e una è stata calpestata.

### In altre località
Questo fenomeno basato sulla cultura africana/New Orleans, è stato acquisito e presentato in altre parti del paese; il Festival HONK! a Somerville, Massachusetts è stato avviato dalla second line della Social Aid and Pleasure Society Brass Band. Asheville, nella Carolina del Nord, ha la banda di seconda linea di Asheville, che marcia alle parate e ad altri eventi locali. Oakland, in California ha una crescente celebrazione del Mardi Gras, comprese le sfilate organizzate dall'Oakland Second Line Project e dai Brass Boppers. A Duluth, Minnesota, la Magic Smelt Puppet Troupe ospita la loro sfilata annuale "Run, Smelt, Run!" ogni primavera per celebrare la corsa dei pesci.
The second line,  la rivista del jazz club di New Orleans, fondata nel 1950, ha preso il nome dalla tradizione della second line, che a quel tempo comprendeva gli appassionati di musica jazz, sia bianchi che neri.